# 黒滝ふれあいバス

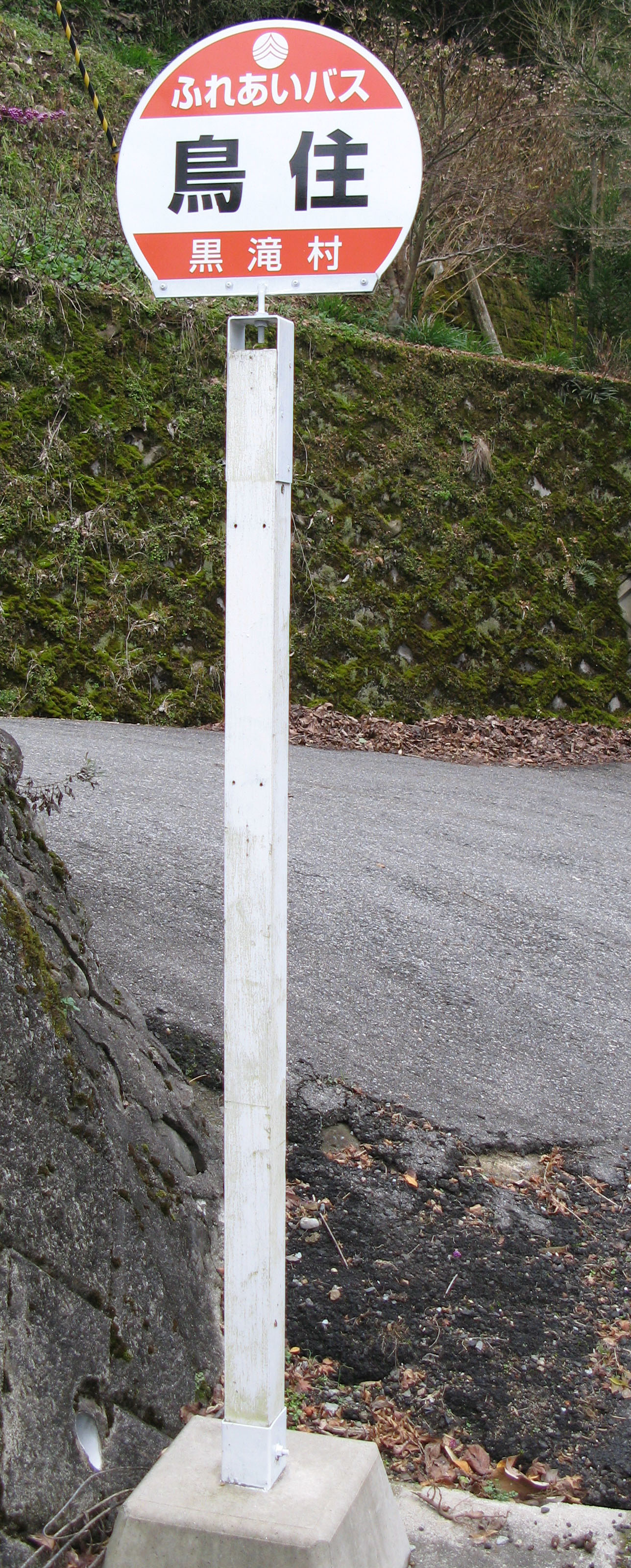
黒滝ふれあいバスのバス停

黒滝ふれあいバス（くろたきふれあいバス）は、奈良県吉野郡黒滝村にて運行しているコミュニティバスである。

## 概要
- 土曜・日曜・祝日及び年末年始（12月29日～1月3日）の間は運休。
- 路線内は全て自由乗降である。

## 沿革
- 2006年10月 運行開始。[1]
- 2007年4月2日 時刻変更、一部利用の少ない便を廃止。[2]
- 2008年5月3日 第1・3・5土曜日の試行運行を開始。[3]
- 2009年3月31日 隔週土曜日の試行運行を終了。[4]
- 2009年5月1日 時刻変更、下市町岩森までの便を新設。[4]

## 路線
以下の路線がある。　※（）内は一部不経由便あり、A／BはAかBの選択経由
- 笠木 - 309案内センター - 粟飯谷口（ - 粟飯谷）（ - 御吉野）（ - 診療所） - 小学校前（ - 上中戸／雫 - 赤滝） - 脇川 - 槙尾 - 鳥住（→岩森）

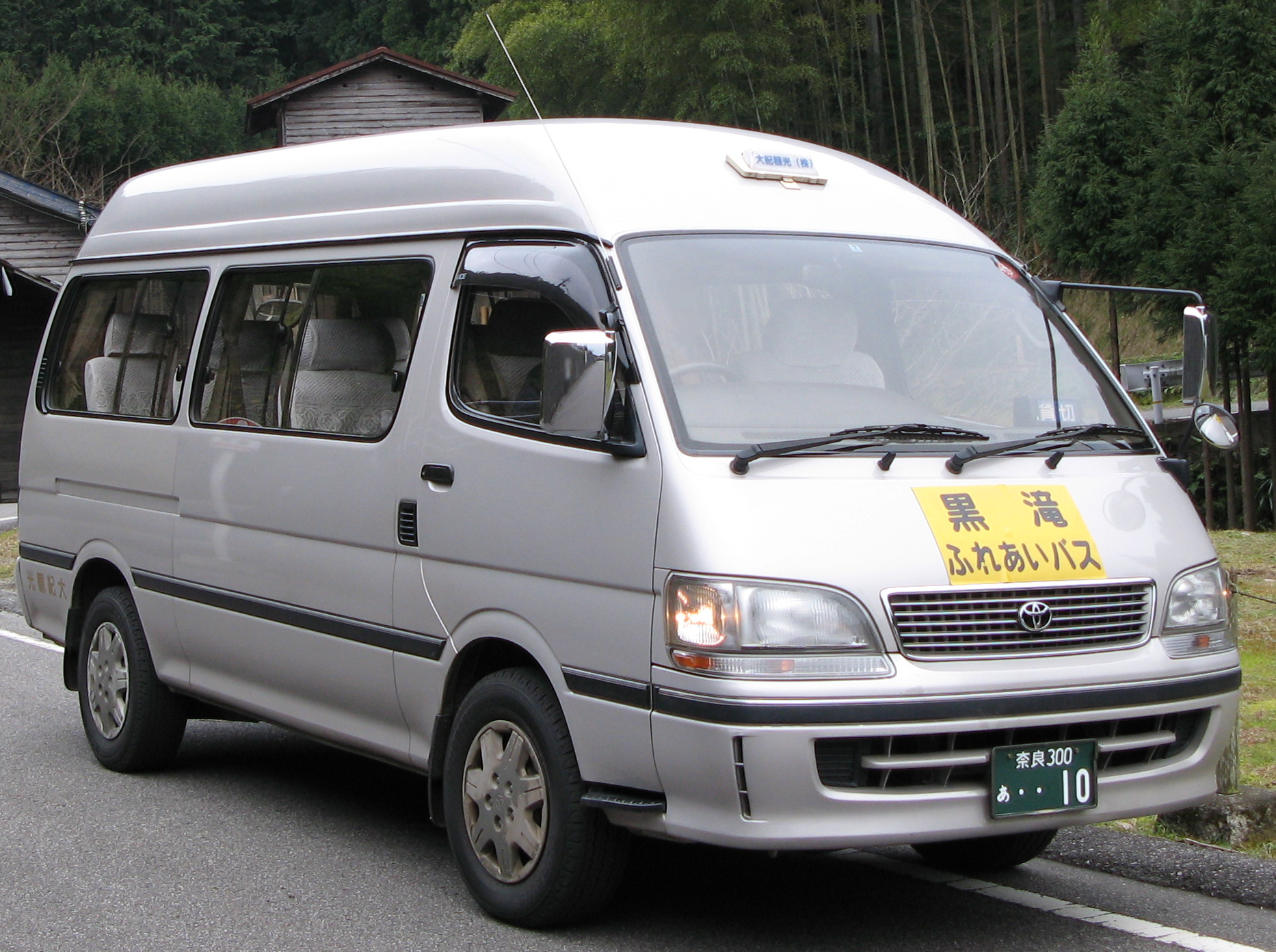
黒滝ふれあいバスの車両（2008年当時）

  - 岩森行は1便のみで、岩森発はない。